# Паперно, Дмитрий Александрович
Дмитрий Александрович Паперно (18 февраля 1929, Киев) — 12 октября 2020 — советский и американский пианист.

## Биография
Родился в Киеве, дед и бабушка погибли в Бабьем Яру.
Окончил Московскую консерваторию (1951). Учился по классу известного музыкального педагога Александра Гольденвейзера. Частно занимался продолжительное время у Марии Гринберг. Занял 6-е место на Международном конкурсе пианистов им. Ф. Шопена (1955), также лауреат I-го международного конкурса Энеску в Бухаресте (1958). Широко концертировал в СССР и Восточной Европе, выступал также на Кубе, в Бельгии и Великобритании.
Его концертные исполнения были записаны на студии грамзаписи Мелодия, и он стал первым исполнителем, записанным на Cedille Records.
С 1967 года преподавал в Гнесинском институте.
В 1976 году уехал в США и работал в Университете Де Поля на должности профессора (с 1977 года). Его учениками были Инна Фаликс, Шон Беннетт и другие.
Выступал с мастер-классами в Московской консерватории, а также в Бельгии, Финляндии, Португалии и США, в том числе проводил занятия в Оберлине и Манхэттенской школе музыки.
Автор книги «Записки московского пианиста».